# Marjosaari (ö i Södra Savolax, S:t Michel, lat 61,82, long 26,74)
Marjosaari är en ö i Finland. Den ligger i sjön Puula och i kommunen Hirvensalmi i den ekonomiska regionen  S:t Michel och landskapet Södra Savolax, i den södra delen av landet, 210 km nordost om huvudstaden Helsingfors. Öns area är 5,3 hektar och dess största längd är 0,5 kilometer i nord-sydlig riktning.